# Hel & Verdoemenis
Hel & Verdoemenis Imperial Stout (Engels: Hell & Damnation) is een Nederlands bier van hoge gisting, van het type imperial stout. Het wordt gebrouwen bij Brouwerij De Molen in Bodegraven. Het bevat 9% alcohol en is het derde bier van dit type dat door De Molen werd gebrouwen. In 2023 bevatte dit bier nog 10% alcohol. Dit is in het voorjaar 2024 aangepast.

## Prijzen en oorkondes
Hel & Verdoemenis is een van de populairste en bekendste bieren van de brouwerij en heeft doorheen de jaren al verschillende medailles en oorkondes in de wacht gesleept:
- Stockholm Beer and Whisky Festival 2008: gouden medaille in de categorie 8% en hoger
- Italia Beer Festival 2008: Primo Classificato
- Ratebeer Best 2009: Hel & Verdoemenis staat als enige Nederlandse bier in de jaarlijkse prestigieuze RateBeer Top 100 (op de 70ste plaats)
- Stockholm Beer and Whisky Festival 2009: zilveren medaille in de categorie stout, goud voor Rasputin, ook van De Molen
- Dutch Beer Challenge 2020: Brons voor Hel & Verdoemenis Imperial Stout

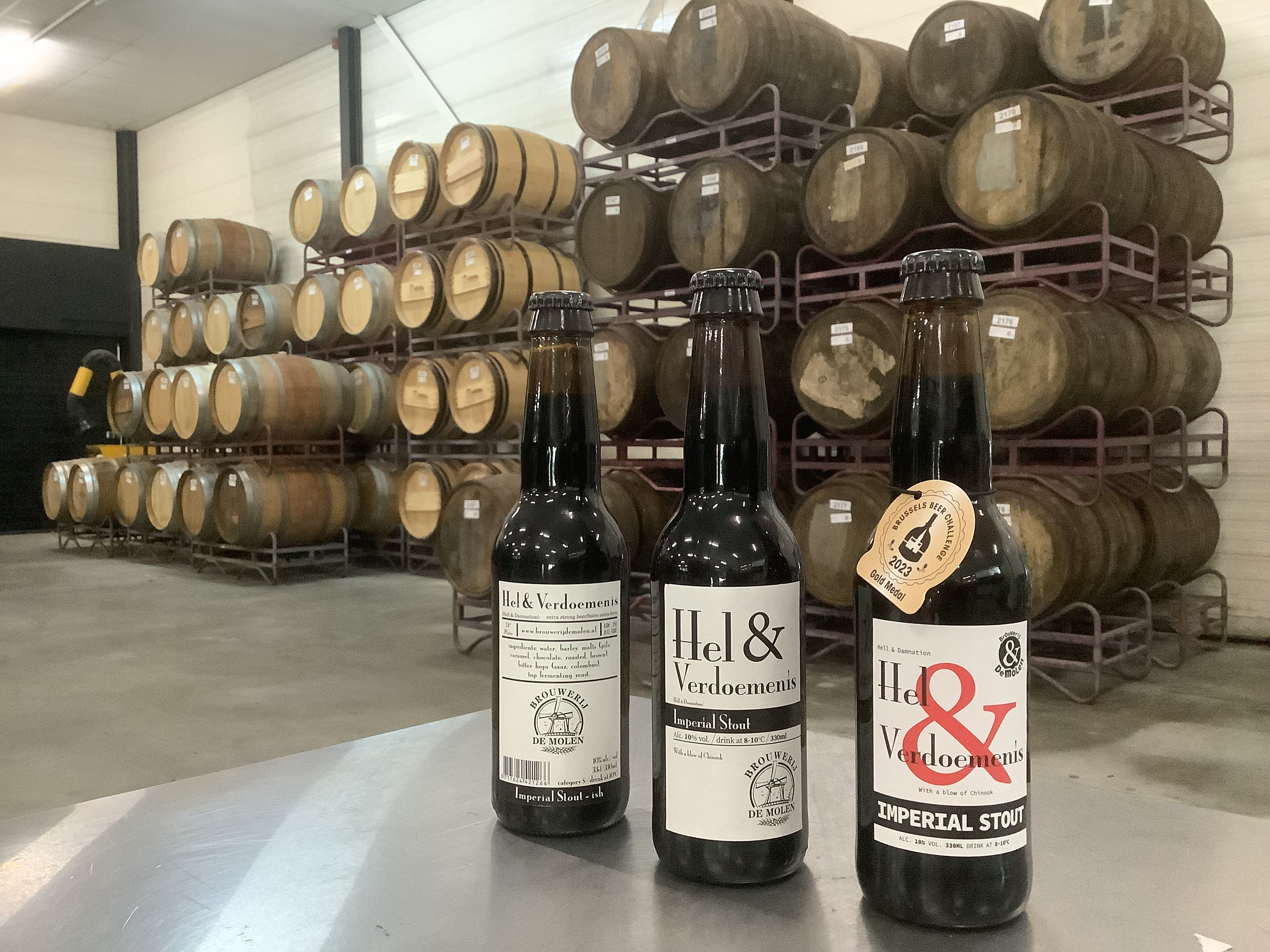
3 flessen (generaties) Hel & Verdoemenis Imperial Stout op een rij. De voorste fles is het huidige design

- Brussels Beer Challenge 2021: Zilver voor Hel & Verdoemenis Imperial Stout
- Dutch Beer Challenge 2022: Brons voor Hel & Verdoemenis Imperial Stout
- 3 flessen (generaties) Hel & Verdoemenis Imperial Stout op een rij. De voorste fles is het huidige designBrussels Beer Challenge 2023: Goud voor Hel & Verdoemenis Imperial Stout
- London Beer Competition 2024: Zilver voor Hel & Verdoemenis Imperial Stout
- Melbourne Royal 2024: Zilver voor Hel & Verdoemenis Imperial Stout

## Varianten
Doorheen de jaren zijn er verschillende varianten van het bier op de markt gebracht. Enkele hiervan zijn sterk gelimiteerd en slechts korte tijd beschikbaar geweest. Drie soorten flesjes werden gebruikt bij het afvullen: piccolo's (18cl), standaard Europese bierflesjes (33cl) en grote flessen (75cl). Bij elke uitgave worden de flesjes vermeld.
- Eiken Hel & Verdoemenis (11%): het basisbier, gerijpt op eiken vaten. Eenmalig uitgebracht in 2009 (33cl en 75cl).
- Hel & Verdoemenis Bordeaux B.A. (13%): het basisbier, gerijpt op Bordeauxvaten. Eenmalig uitgebracht in 2010 (18cl).
- Hel & Verdoemenis Wild Turkey B.A. (13%): het basisbier, gerijpt op bourbonvaten van Wild Turkey. Uitgebracht in 2009 (18 cl), heruitgebracht in 2013 (33cl).
- Hel & Verdoemenis 666 (10%): het basisbier, gerijpt op houtsnippers gedrenkt in 40 jaar oude cognac. Uitgebracht sinds 2010 (eerst 18cl en 75cl, sinds 2011 enkel 33cl).
- Hel & Verdoemenis Bunnahabhain B.A. (12%): het basisbier, gerijpt op Bunnahabhain-whiskyvaten. Uitgebracht in 2012, ter ere van het jaarlijkse Borefts Bierfestival (33cl).
- Hel & Verdoemenis MacAllan Whisky B.A. (11%): het basisbier, gerijpt op The Macallan-whiskyvaten. Uitgebracht in 2011, ter ere van het jaarlijkse Borefts Bierfestival (33cl).
- Hel & Verdoemenis Misto B.A. (12%): het basisbier, apart gerijpt op drie soorten bourbonvaten (Wild Turkey, Austin Nichols en nieuwe eik) en geblend. Uitgebracht in 2009 (18cl), heruitgebracht in 2013 (33cl).
- Hel & Verdoemenis 666-ish (13%): het basisbier doorloopt hetzelfde proces als de 666-variant, al werden de houtsnippers ditmaal niet gedrenkt in cognac, maar in Dutchsky (de huiswhisky van de Molen, gedistilleerd op basis van hun bieren). Gelanceerd op het Copenhagen Beer Celebration 2013, tevens verkrijgbaar in Nederland (33 cl)
- Hel & Verdoemenis Kopi Loewak (10%): het basisbier, gerijpt op Kopi luwak koffiebonen. Uitgebracht voor het Borefts Bierfestival 2013 (33 cl)
- Hel & Verdoemenis Bowmore (11%): het basisbier, gerijpt op Bowmore-whiskyvaten. Uitgebracht voor het Borefts Bierfestival 2013 (33 cl)
- Rime of the Ancient Mariner (11%): het basisbier, gerijpt op kersen in een speciaal gedecoreerd vat. Geveild ten voordele van de Plastic Soup Foundation op het Borefts Bierfestival 2013 (75 cl)
- Hel & Verdoemenis Bourbon Barrel Aged (11%): het basisbier, gerijpt op bourbonvaten. Uitgebracht in 2013 (33 cl)
- Hel & Verdoemenis Cuvee (10,5%): het basisbier, gerijpt op bourbonvaten en versneden met 20% vers bier (backblend). Uitgebracht in 2013 (33 cl)
- Hel & Verdoemenis Octomore (11%): het basisbier, gerijpt op extra turfige Bruichladdich-whiskyvaten. Gelanceerd op het Copenhagen Beer Celebration 2014, later gebotteld (33 cl)

Deze varianten zijn exclusief op tap verschenen:
- Hel & Verdoemenis Wild Turkey Eisbock (18%): de Hel & Verdoemenis Wild Turkey B.A., bewerkt met het eisbock-procedé. Uitgebracht voor het Borefts Bierfestival 2013
- Monks Café Hel & Verdoemenis Stockholm (8.7%): nooit officieel uitgebracht, eenmalig gebrouwen voor het Stockholm Beer and Whisky Festival 2009 in samenwerking met Monks Café in Stockholm, Zweden
- Hel & Verdoemenis Rum (11%): het basisbier, gerijpt op rumvaten. Gelanceerd op het Copenhagen Beer Celebration 2014

Het bier werd ook gemengd met Black Albert van De Struise Brouwers (België), wat het eerste bier in de Black Damnation-serie als resultaat gaf. Het was ook onderdeel van Mocha Bomb, het tweede brouwsel in de reeks, en De Molen produceerden hun eigen varianten op het eerste bier, met name Black Damnation 666 en Black Damnation: Molen's Steam Edition.